# راغب حرب
راغب حرب (1952-1984) من قادة المقاومة في لبنان. مع بروز الإمام السيد موسى الصدر المطلبية التي توجها بإنشاء حركة المحرومين وجناحها العسكري المقاوم أفواج المقاومة اللبنانية «حركة أمل» كان الشيخ راغب من أوائل الملتحقين بها حيث كان لدروسه الأثر الكبير في نفوس العاملين الذين انضموا إلى الحركة.

## نشأته العلمية
في السابعة من عمره، دخل المدرسة الرسمية في بلدته جبشيت، ليتلقى فيها علومه الأولى، ثم توجه بعدها إلى منطقة النبطية لمتابعة المرحلة التعليمية المتوسطة. في أوائل العام 1969 غادر الشيخ بلدته إلى بيروت لطلب العلم وبعد سنة ذهب إلى النجف قاصدا حوزتها. هناك تتلمذ على أيدي أساتذتها الكبار. ثم عاد الشيخ إلى لبنان عام 1974.

## عمله الاجتماعي والإنساني
أقام بعد عودته من العراق في مسقط رأسه في جبشيت.
أولى الشيخ العمل الإنساني أهمية كبرى وكان يزور الفقراء ليستكشف أحوالهم ويتفقد أمورهم. وقد أنشأ الشيخ بالتعاون مع «الجمعية الخيرية الثقافية» «مبرّة السيدة زينب (ع)» لمساعدة الفقراء والأيتام.
كما أنشأ الشيخ «بيت مال المسلمين» بما كان يتوفر من إمكانات متواضعة وهي جمعية للقرض الحسن. وقد استطاعت هذه القروض البسيطة حلّ العديد من المشاكل المالية لدى قطاع واسع من المواطنين.
وقد سعى في بناء مدرسة ابتدائية للأطفال أرض عائدة للوقف في بلدة الشرقية (أمضى فيها أربع سنوات) والتي تقع على بعد 8 كلم عن مدينة النبطية لجهة الغرب.

## مقاومته للاحتلال الإسرائيلي
خلال فترة الاحتلال الإسرائيلي عام 1978 والاعتداءات المتكررة على مناطق كثيرة في جنوب لبنان قام الشيخ راغب حرب بتوزيع المساعدات بصمت وسرية إلى عوائل الشهداء والجرحى وذوي الأسرى.
وفي مطلع شهر حزيران من العام 1982 بدأ الاجتياح الإسرائيلي للبنان. في تلك الأثناء كان الشيخ في إيران بدعوة من الجمهورية الإسلامية لحضور مؤتمر إسلامي فيها. وهناك تناهت إلى مسامعه، أنباء الفاجعة الكبرى، مما دفعه لاتخاذ قرار العودة فوراً. لم تمض أيام قلائل حتى وصل إلى بلدته جبشيت.
بدأ الشيخ مقاومته للاحتلال بالتجول في قرى جنوب لبنان مندداً بالاحتلال ومقارعاً سياسة التطبيع والتهويد. حاول الأحتلال أن يسكتون الشيخ فجاؤوه عصر أحد الأيام ومدّ أحد ضباط الاحتلال يده لمصافحته، ولكنه رفض، فقال له: «وهل أيدينا نجسة»، فأجابه : «أنتم محتلون، ولا أريد مصافحتكم، أخرجوا من هنا، لا أصافحكم ولا أجالسكم». وقال كلمته الشهيرة «الموقف سلاح والمصافحة اعتراف».
وكما كان متوقّعاً، فقد داهم الجنود الأحتلال منزله مرات عديدة ومتتالية. كان أبرزها في كانون أوّل عام 1982 إلاّ أنهم لم يجدوا أي أثر له، وللتعويض عن فشلهم في اعتقاله. لم يكن العدو ليغفل عن تحركات الشيخ أو نشاطاته، فبثّ العيون والجواسيس، لتلاحقه وتترصده، حتى استطاعوا في نهاية الأمر تحديد المكان الذي يبيت فيه.
وفي الثامن من آذار عام 1983، وقرابة الساعة الثانية بعد منتصف الليل، دهمت قوة إسرائيلية كبيرة المنزل الذي كان يبيت فيه، وهو منزل ابن خالته، واقتادته مكبّلاً معصوب العينين إلى مقر المخابرات بالقرب من بلدة زبدين، ثم اقتيد إلى معتقل أنصار، وبعدها إلى مركز المخابرات في مدينة صور.
وفي الاعتقال والأسر، مارس الأحتلال أساليب الإرهاب والإذلال والتعذيب النفسي, وقد عرضوا عليه أن يغادر الجنوب وله ما يريد، فقال لهم: «لن أغادر الجنوب، وسأبقى على أرضه». طلبوا منه لقاء في منزله أو في أي مكان آخر، فأبى ورفض.
اضطر الاحتلال الإسرائيلي تحت وطأة الرفض الشعبي المتصاعد أن يطلق سراح الشيخ بعد اعتقال لما يقارب السبعة عشر يوماً عجزوا فيها عن تحقيق أيّة مكاسب. في تلك المرحلة كانت عمليات المقاومة تشتد وتتصاعد. وكان الشيخ راغب حرب آنئذ أحد القادة الرائدين للمقاومة.

## اغتياله
وفي 16 شباط من عام 1984 قام الاحتلال الإسرائيلي عبر عملائه باغتيال الشيخ راغب حرب ليلة الجمعة. وحصل ذلك بعد أن أنهى الشيخ قراءة دعاء كميل وتوجه للسهر مع بعض إخوانه في بيت بجوار منزله وأثناء خروجه صوّب العملاء الرصاص عليه. وكان مقتل الشيخ راغب حرب من الأحداث الحاسمة في مسيرة المقاومة في لبنان وقد أججت أعمال المقاومة وحفزت الشعب على رفض الاحتلال أكثر فأكثر. وقد أطلق لقب شيخ الشهداء على الشيخ راغب حرب.
وقد نعاه نبيه برّي بعبارته الشّهيرة:«لقد تحوّل كلّ راغبٍ بالحرب إلى راغب حرب»